# Ktheju tokës
Ktheju tokës – singel albańskiej piosenkarki Jonidy Maliqi wydany w grudniu 2018. Piosenkę skomponowała i napisała do niej tekst Eriona Rushiti.
23 grudnia 2018 kompozycja wygrała w finale krajowych eliminacji eurowizyjnych Festivali i Këngës, dzięki czemu reprezentowała Albanię w 64. Konkursie Piosenki Eurowizji w Tel Awiwie.
W finale konkursu utwór zajął 17. miejsce po zdobyciu 90 punktów w tym 47 punktów od telewidzów (17. miejsce) i 43 pkt od jurorów (17. miejsce).

## Lista utworów
Digital download
1. „Ktheju tokës” (Eurovision 2019 - Albania) – 3:05
2. „Ktheju tokës” (Eurovision 2019 - Albania / Karaoke Version) - 3:05